# ステッピングステージ

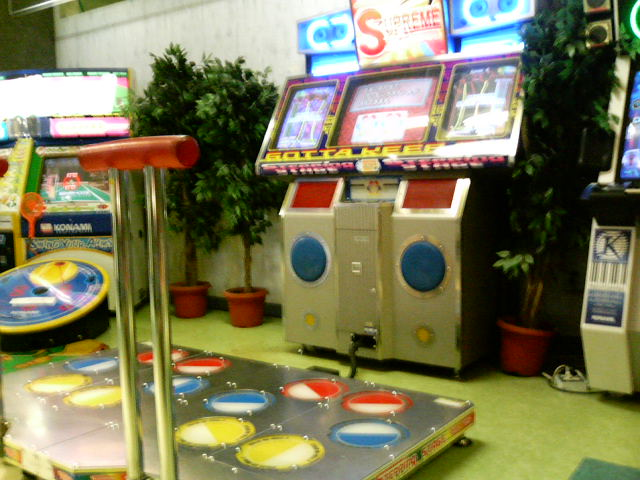
ステッピングステージ2 SUPREME

『ステッピングステージ』 (Stepping Stage) は、ジャレコが1999年にリリースした業務用音楽ゲーム。
略称は「ステステ」「ステ」。
ここではPlayStation 2用ソフト『ステッピングセレクション』(Stepping Selection)も合わせて解説する。

## 概要
コナミ(後のコナミデジタルエンタテインメント)が1997年以降にリリースした『BEMANI』シリーズに対抗すべく、VJの後にリリースされた作品。
コナミのDance Dance Revolutionシリーズ(以下DDR)を強く意識している。
専用の大型筐体は横並びに3つのモニターが設置され、左右にはそれぞれ1P、2Pのシーケンス・得点・テンションメーター(ゲージ)などが表示され、中央のモニターにはビデオクリップが表示される。
左右は19インチモニターが縦置き、中央は29インチモニターが横置きで取り付けられている。
業務用、家庭用共に発売は日本のみで海外版は存在しないが、希少ながら個人輸入で入荷した海外のロケーションで見られる事がある。

## ルール
基本的な遊び方としては、DDRと同じように曲に合わせて出てきたシーケンスをステップポイント上に来た時にタイミングよくステージ上にあるパネルを踏む。
ただし、出てくるシーケンスはDDRのような矢印ではなく、2本のライン上に赤・青・黄の3色の足型(または玉型・詳しくは後述)のシーケンスが表示され、左右それぞれの色のパネルをタイミングよく踏んでいくことでクリアを目指す。
タイミングよく踏むとテンションメーターが上がり、逆に踏むタイミングを誤るとテンションメーターが下がる。
判定はタイミングのいい順にCool!、O.K!、Oh!NO!、Miss...の4種類。
Cool!が続くとCOMBOがカウントアップされ、10COMBO以上になるとCool!からYeah!に変わる。
O.K!以下の判定を出すとCOMBOはリセットされ、またCool!の判定に戻る。
また2以降はCool!/Yeah!の判定が細分化され「金Cool!/Yeah!」「銀Cool!/Yeah!」の2段階に分かれる。
曲が終わった時点でテンションメーターが青の部分に到達していればステージクリア、青に到達していなければゲームオーバーとなる。
ステージクリア時、全ての判定がCool!/Yeah!(金銀どちらでもよい)の場合はPerfect!、Cool!/Yeah!とO.K!のみだとFantastic!、それ以外だとGood Job!と表示される。
クリアデータ表示時、全ての判定のカウント数とそれに対する評価がLV0～10の形(2のみLV10の時はLV KING)で表示される。
一定ステージ(基本は3ステージ)終わった時点で、一定のクリア率を達成しているとエキストラステージ(STAGE EX)に進むことができる。
STAGE EXをクリアするとスタッフロールが流れる。

## シリーズ
- ステッピングステージ

いわゆる初代(以下このバージョンを示す時は初代と表記する)。
筐体横のロゴデザインにVJのロゴが入っていたことから「VJステッピングステージ」と呼ばれる事もあった。
この作品での2ヶ所同時踏みのシーケンスは必ず左右に振られていた(例・左青-右黄など)。
- ステッピングステージSpecial

初代をプレイしたプレイヤーの意見を汲み上げ、一部改良を施したマイナーバージョンアップ版。
初代との大きな違いは2点、HEATレベルとRegular/Specialモードの新設。
Specialモードで初めて左右のどちらかが2つ同時押しの譜面が出るようになる(例・左赤-左黄など)
収録曲自体は初代と同じだが、収録曲の1つ「ジンギスカン」がボーカル入りになった。
初代にあったTWINモードが廃止される。
- ステッピングステージ2 SUPREME(スプリーム)

大幅に改良・大量に増曲してのメジャーバージョンアップ。
全般的に「Eat You Up」「TORA TORA TORA」「TRY ME」などのユーロビート系の曲が多い。
この作品からKEEP COMBOシステム(ステージが進んでも前ステージまでのコンボ数が引き継がれる)、CHALLENGEモード(後述)が導入される。
SpecialにあったRegular/Specialモードは廃止。前作から引き継がれた曲はどちらかのモードの譜面が採用された。
モードとして選択していたFREEがオプション扱いになる。
RANDOM、APPEARなどのオプションが追加。
- ステッピング3 SUPERIOR(スペリア)

事情によりタイトルが改題される(詳しくは後述)。
avex trax、BMG JAPANと提携する。
ALL MUSICが新設。今までできなかったステージごとの難易度選択もできるようになった。
隠しコマンドで出現していたHEAT、NEXT、HYPERが最初から選択できるようになった。
初代のみにあったTWINモードが復活(内容は少し違う。詳しくは後述)。
JS、JG、HL、HR、HSのオプションが追加、RANDOMとAPPEARが同時に選択できるようになる。
同時踏みのシーケンスがそれまでは同時に表示されるだけだったが、この作品以降はぷよぷよのように左右がくっついたような感じで表示されるようになった。
- ステッピングセレクション

PlayStation 2用ソフト。2000年3月4日発売。ローンチソフトの1つ。
CD-ROM2枚組、7,140円。専用コントローラーも同時発売、7,140円。
1枚のCD-ROMにつき13曲ずつ収録されている。
ステッピング3のシステムをベースに、各シリーズの収録曲を抜粋して収録した家庭用移植版。
また、与えられた課題をクリアすると進級できる段位認定モードがある。
当然ながら家庭用のテレビを使うので1画面、ミュージッククリップ上にゲームのシーケンスや得点・テンションメーターなどが表示される。
ムービークリップがMPEG2を用いているため、業務用よりきれいな映像で楽しめる。
業務用と違い、ステップポイントが上下に変動する。タイミングよく踏むと上に上がり、タイミングを外すと下に下がっていく。故に確実に踏んでいれば上部固定の状態に保てるが、逆にミスを続けるとステップポイントが落下し、ゲーム途中でもゲームオーバーとなる。
タイトルメニューに「APPEND DISC CHANGE」があり、選ぶと再起動しなくてもゲームディスクを入れ替える事ができる。ただし、本製品以外にアペンドディスクは存在しない。

## ゲームモード
- BASIC(セレクションではSTANDARD)

一番基本的なモード。2つのライン×3色のシーケンス、合計6枚のパネルを踏んで遊ぶ。
- FREE(2以降はオプション、セレクションではFREE STEP)

ラインが1本になり、色さえ合っていれば左右どちらのパネルを踏んでもいいモード。
- CHALLENGE(2、3、セレクション)

譜面分岐のあるモード。LEVEL1から始まり、途中までの達成率が良ければ「LEVEL UP!」という画面表示・SEと共に難しい譜面に変わり、逆に達成率が低ければ「LEVEL DOWN」と画面表示・SEと共に譜面が易しくなる。LEVELは1～4まである。また、LEVEL1～2の時に達成率が非常に良い場合は「DOUBLE LEVEL UP!」と表示され、一気に2段階上がる。
- TWIN(初代、3、セレクション)

3、セレクションのTWINはDDRでいう所のDOUBLEで、12枚のパネルを踏んで遊ぶモード。
3の場合は中央モニターのミュージッククリップ上にシーケンスが表示される。
初代のTWINモードはFREEモード上での隠しコマンドだったため、FREEでしか遊べない。シーケンスは左右のモニターに表示され、1P右側＋2P左側の6枚で対応できるため、どちらかと言うとDANCE MANIAXのCENTERのイメージに近い。
ゲームレベルはHARD、HYPERのみ選択可。
セレクションは、メニュー画面で1P左青、1P右青、2P左青、2P右青と踏むとゲームモード選択上で選択可能となる。
- LICENSE(セレクションのみ)

段位認定モード。
NORMALのEXTRA STAGEをクリア、またはメニュー画面で左右青、左右赤、左右黄と踏むとゲームモード選択上で選択可能となる。
- ALL MUSIC(3、セレクション)

全曲選択モード。各ステージごとに曲と難易度を選択できる。
一定ステージ数のみでエキストラステージはない。
セレクションではゲームディスクをまたいでの選曲はできない。

## ゲームスタイル(Specialのみ)
- Regular

初代にある譜面をそのまま引き継いだもの。同時踏みは必ず左右の両方に振られる。
- Special

右側、あるいは左側のみの同時踏みを採用した譜面。正面を向けないため非常にトリッキーかつ斬新だったため、2以降はおおむねこちらの譜面が採用されている。

## ゲームレベル
- EASY

非常に簡単なレベル。4拍に1つのシーケンスが出る程度。
このレベルのエキストラステージは存在しない。
- NORMAL

おおむね簡単なレベル。2拍～1拍に1つのシーケンスが出る程度。8分譜面もたまに出る。
- HARD

初心者～中級者向けのレベル。初めは少し難しいが、慣れると楽しく感じてくる。
- HEAT(Special～)

Special、2では隠しコマンドで出現。ゲームレベル選択時に左赤-右赤を3回繰り返して踏むとEASYがHEATに変化する。
3、セレクションではカーソルがHARDの位置の時、さらに右のボタンを押すと出現する。
中級者向けのレベルで適度に難しいので、なじんできた人には非常に楽しく感じる。
- NEXT

初代、Special、2では隠しコマンドで出現。ゲームレベル選択時に左青-右青(初代のみ左赤-右赤)を3回繰り返して踏むとNORMAL(初代はEASY)がNEXTに変化する。
3ではカーソルがHARDの位置の時、さらに右のボタンを押すと出現する。
セレクションではカーソルがHEATの位置の時、さらに右のボタンを押すと出現する。
中～上級者向けのレベルでかなり難しい。相当慣れた人でないと苦戦する。
- HYPER

初代、Special、2では隠しコマンドで出現。ゲームレベル選択時に左黄-右黄を3回繰り返して踏むとHARDがHYPERに変化する。
3ではカーソルがHARDの位置の時、さらに右のボタンを押すと出現する。
セレクションではカーソルがNEXTの位置の時、さらに右のボタンを押すと出現する。
上級者向けのレベルで相当難しく、慣れた人でもかなりの苦戦を強いられる。

## オプションコマンド

### 業務用
- SYNCRO(初代、Special、2)

2人同時プレイ時に1P、2Pで同じシーケンスが出るようになる。
曲選択時に1P＆2Pの右赤を踏みながら決定ボタンを押す。
- FREE(2、3)

曲選択時に左赤、左青、左赤と踏む(BASIC→FREE→PERFECTのローテーション)。(2)
曲選択時に右赤、左青、右赤、左青と踏む。(3)
- PERFECT(2のみ)

違うパネルを踏むとミス扱いになるモード。
曲選択時に左赤、左青、左赤と踏む(BASIC→FREE→PERFECTのローテーション)。
- RANDOM(2、3)

譜面がランダムに現れるモード。
曲選択時に左黄、左青、左黄と踏む(BASIC→RANDOM→APPEARのローテーション)。(2)
曲選択時に左青、右黄、左黄、右青と踏む。(3)
- APPEAR(2、3)

画面中央まで譜面が色なしの状態で現れるモード。
曲選択時に左黄、左青、左黄と踏む(BASIC→RANDOM→APPEARのローテーション)。(2)
曲選択時に左赤、右青、左青、右赤と踏む。(3)
- HALF LEFT(3のみ)

左は何を踏んでも良いモード。
HALF RIGHTとの同時設定は不可。
曲選択時に左赤、左青、左黄と踏む。
- HALF RIGHT(3のみ)

右は何を踏んでも良いモード。
HALF LEFTとの同時設定は不可。
曲選択時に右黄、右青、右赤と踏む。
- JUST SILVER(3のみ)

銀Cool!/Yeah!より下はMiss...扱いになる。
JUST GOLDとの同時設定は不可。
曲選択時に左赤、左青、右青と踏む。
- JUST GOLD(3のみ)

金Cool!/Yeah!以外はMiss...扱いになる。
JUST SILVERとの同時設定は不可。
曲選択時に左赤、左黄、右青と踏む。(3)
- HI SPEED(3/玉型のみ)

譜面の速度が速くなる。
モード選択時に左赤、右青、左黄、右赤、左青、右黄と踏む。
- TWIN(初代、3)

モード選択時に1P左青、1P右青、2P左青、2P右青と踏む。

### ステッピングセレクション
セレクションはコマンドを入力するか、一定の条件をクリアすると一部オプションが解禁される。
解禁したオプションは選曲画面でセレクトを押すと出るオプション設定画面で設定できる。
- FREE STEP

業務用のFREEと同じ。
左赤でON/OFFの切り替え。
- TURN

左青でOFF→TURN→REVERSAL→MIRRORのローテーション。
- TURN…譜面の赤と黄が入れ替わる。
- REVERSAL…譜面が左右対称、かつ赤と黄が入れ替わる。
- MIRROR…譜面が左右対称になる。

- HALF

左黄でOFF→RIGHT→LEFTのローテーション。
EASYをクリア、またはメニューで左右黄、左右赤、左右赤と踏むと選択可能になる。
- LEFT…3のHALF LEFTと同じ。
- RIGHT…3のHALF RIGHTと同じ。

- RANDOM

2、3のRANDOMと同じ。
HYPERのEXTRA STAGEをクリア、またはメニュー画面で左右赤、左右赤、左右黄と踏むと選択可能になる。
右赤でON/OFFの切り替え。
- SHOWCOLOR

譜面の色が途中で変化する。
右青でOFF→APPEAR→VANISH→HAZYのローテーション。
NORMALのEXTRA STAGEをクリア、またはメニュー画面で左赤＋左青、右赤＋右青と踏むと選択可能になる。
- APPEAR…2、3のAPPEARと同じ。
- VANISH…APPEARとは逆に、最初色のついていた譜面がステップポイント付近で分からなくなる。
- HAZY…色がついたりつかなかったりを交互に繰り返して、ステップポイントに近づく。

- JUST

右黄でOFF→GOLD→SILVERのローテーション。
HEATのEXTRA STAGEをクリア、またはメニュー画面で右赤＋左黄を3回踏むと選択可能になる。
- GOLD…3のJUST GOLDと同じ。
- SILVER…3のJUST SILVERと同じ。

## コナミ特許の対策
当時、コナミは自社製品以外の音楽ゲームを徹底的に排除する構えで、当時リリースしていたジャレコやナムコ(後のバンダイナムコアミューズメント)の音楽ゲームに対し特許侵害で提訴したり、設置している店舗に対し撤去を命じたり自社製品を納品しない、納品を遅らせるなどの圧力を行っていた。
特にVJの件でジャレコはコナミに訴えられていたため(のちに和解)、ステッピングステージにおいてもいくつかの対策が採られた。
- タイトルの変更

最初は「ステッピングステージ」という製品名でリリースしていたこの作品だが、ジャレコが商標登録をしていなかったため、その後コナミが「ステッピングステージ」という商標を申請(平11-037824)していることが発覚し、3以降はステッピングステージと言う名前が使えなくなった。
その後この商標申請は商標法第4条1項各号（第4条1項11号～13号除く）に該当するという理由で拒絶を受けている。
ジャレコの子会社だった株式会社ディーシーイーが「ステッピング」という名前で商標を取得し、3以降は「ステッピング3」「ステッピングセレクション」という製品名でリリースした。
- 玉型と足型

コナミが音楽ゲームに関する特許を多数取得。その中に「標準的な身長を有するプレーヤの目の高さとほぼ同じ高さ位置に…静止マークとの一致により踏み動作のタイミング指示を行うものであることを特徴とするダンスゲーム装置」というのがある。この「静止マーク」というのを回避するため、ジャレコは2と3用の交換ROMを出荷。このROMで、
- ステップポイントが降下する
- シーケンスが足型

の2つの変更が行われた。
それ以前はいわゆるポケットモンスターのモンスターボールによく似た玉型(ステージ上のパネルと同じもの)を表示していたが、上下左右の位置関係が分かるように方向を示すための白い部分があったため(FREE:ではこの白い部分は表示されなかった)、これも特許に引っかかると考えて方向要素を持たない足型のシーケンスに差し替えられた。
またステップポイントも最初は以前と同じ上部にあるが、だんだん下がって行き、最終的には画面の中央付近にまで降下する仕様となった。
なお初代、Special用の交換用ROMは作られなかったため、初代とSpecialは玉型しか存在しない。

## 収録曲
ほとんどが洋楽の版権曲だが、若干邦楽、またジャレコのオリジナル曲も3曲存在する。
大多数はカバー＆オリジナルムービーを使用しているが、「5,6,7,8」「SCATMAN」をはじめとする何曲かはオリジナル音源とPVを使用している。
(◎:オリジナル音源＆PV、☆:オリジナル音源のみ、○:カバー、□:ジャレコオリジナル)
| 曲名                                         | 初代・Special | 2 SUPREME | 3 SUPERIOR | セレクション |
| -------------------------------------------- | ------------- | --------- | ---------- | ------------ |
| 5,6,7,8/Steps                                | ◎             |           | ◎          | ◎            |
| ...Baby One More Time/Britney Spears         |               |           | ◎          | ◎            |
| Lager Than Life/Backstreet Boys              |               |           | ◎          | ◎            |
| Love's Got A Hold On My Heart/Steps          |               |           | ◎          | ◎            |
| モンキー・マジック/タケカワユキヒデ          |               | ◎         |            |              |
| Scatman (Ski Ba Bop Ba Dop Bop)/Scatman John |               | ◎         | ◎          | ◎            |
| The Galaxy Express 999/タケカワユキヒデ      |               | ☆         | ☆          | ☆            |
| Believe                                      |               | ○         |            |              |
| Boogie wonderland                            | ○             | ○         |            |              |
| Call Me                                      |               |           | ○          |              |
| Dschinghis Khan                              | ○             | ○         | ○          | ○            |
| Early Christmas Morning                      |               |           | ○          |              |
| Eat You Up                                   |               | ○         | ○          | ○            |
| Everybody                                    |               | ○         |            |              |
| FOOTLOOSE                                    |               |           | ○          | ○            |
| Ghostbusters                                 |               |           | ○          | ○            |
| Girls Just Wanna Have Fun                    |               |           | ○          | ○            |
| Gonna Make You Sweat (Everybody Dance Now)   |               |           | ○          |              |
| Hello Mr. Monkey                             | ○             | ○         |            | ○            |
| Holding out for a hero                       |               | ○         |            |              |
| Hot Stuff                                    |               |           | ○          |              |
| I should be so lucky                         | ○             | ○         |            |              |
| LET IT SNOW                                  |               |           | ○          |              |
| Lion Eddie                                   | ○             |           |            |              |
| Livin' On A Prayer                           |               |           | ○          |              |
| Macho Man                                    | ○             | ○         |            |              |
| Maniac                                       |               |           | ○          | ○            |
| MARIA                                        |               | ○         |            |              |
| My Sharona                                   |               |           | ○          | ○            |
| Never Gonna Give You Up                      |               | ○         |            |              |
| Night Birds                                  |               | ○         |            |              |
| Night of Fire                                |               |           | ○          | ○            |
| No Limit                                     | ○             | ○         |            | ○            |
| One For Sorrow                               |               | ○         |            |              |
| Play That Funky Music                        |               |           | ○          |              |
| Rydeen                                       |               | ○         |            |              |
| Samurai                                      |               | ○         |            |              |
| Santa Maria                                  | ○             | ○         |            | ○            |
| Saturday Night                               | ○             | ○         |            | ○            |
| Seventies                                    |               |           | ○          | ○            |
| SKY HIGH                                     |               |           | ○          | ○            |
| Surfin' U.S.A                                |               | ○         |            | ○            |
| TAKE ME HIGHER                               |               | ○         | ○          | ○            |
| Take on Me                                   |               |           | ○          |              |
| The Hustle                                   | ○             |           |            |              |
| The Never Ending Story                       |               | ○         | ○          | ○            |
| TORA TORA TORA                               |               | ○         | ○          | ○            |
| TRY ME                                       |               | ○         | ○          | ○            |
| Twilight Zone                                |               | ○         |            |              |
| Video killed The Radio Star                  |               |           | ○          |              |
| VENUS                                        |               | ○         |            |              |
| Y.M.C.A                                      | ○             | ○         |            |              |
| You Can't Hurry Love                         |               | ○         |            | ○            |
| GET DOWN                                     | □             |           |            |              |
| KISS ME BABY                                 | □             |           | □          |              |
| TOTEM POLE                                   | □             |           |            |              |

### 表注
1. ↑  MONKEY MAGIC 1999収録「銀河鉄道999(Dub’s 1-999 Club Remix~by DUB MASTER X)」
2. ↑  初代のみボーカルなし
3. 1 2  設定で「ALLMUSIC WINTER SONGS」「OTHER WINTER SONGS」をONにすると選択可能。
4. 1 2 3  PS2用ソフト「ロックンメガステージ」収録

## サウンドトラック
ステッピング・セレクション オリジナル・サウンドトラック
2000年3月29日、avex traxより発売。2,548円。収録時間52分。
ステッピングセレクションの収録曲はもちろんのこと、5,6,7,8や...baby one more timeなど、オリジナル音源で収録されていたうち5曲はフルコーラスバージョンも収録されている。